# 川崎区
川崎区（かわさきく）は、川崎市を構成する7行政区のうちの一つ。
東海道本線の東側（海側）の地域である。

## 地理
川崎市の東南端である多摩川の下流から河口にかけての南側に位置し、全域が平地となっている。川崎市の7つの区の中で唯一海に面している。
海側は埋立地の造成が進んでおり、人工島の東扇島や扇島もある。扇島は全域私有地であり、首都高速湾岸線を通行する場合を除いて一般人の立ち入りはできない。
大師橋付近の多摩川左岸の河川敷に、東京都大田区に囲まれた飛地状の領域がある。逆に右岸（川崎区側）の河川敷には大田区の飛地がある。これらは、かつて大きく蛇行していた多摩川の旧流路の痕跡である。

### 河川
- 多摩川

### 運河
- 浅野運河
- 池上運河
- 京浜運河
- 境運河
- 桜堀運河
- 塩浜運河
- 白石運河
- 末広運河
- 大師運河
- 田辺運河
- 多摩運河
- 千鳥運河
- 水江運河
- 南渡田運河
- 夜光運河

### 隣接している自治体・行政区
神奈川県
- 川崎市
  - 幸区
- 横浜市
  - 鶴見区
- 東京都
  - 大田区
- 千葉県
  - 木更津市

## 区勢

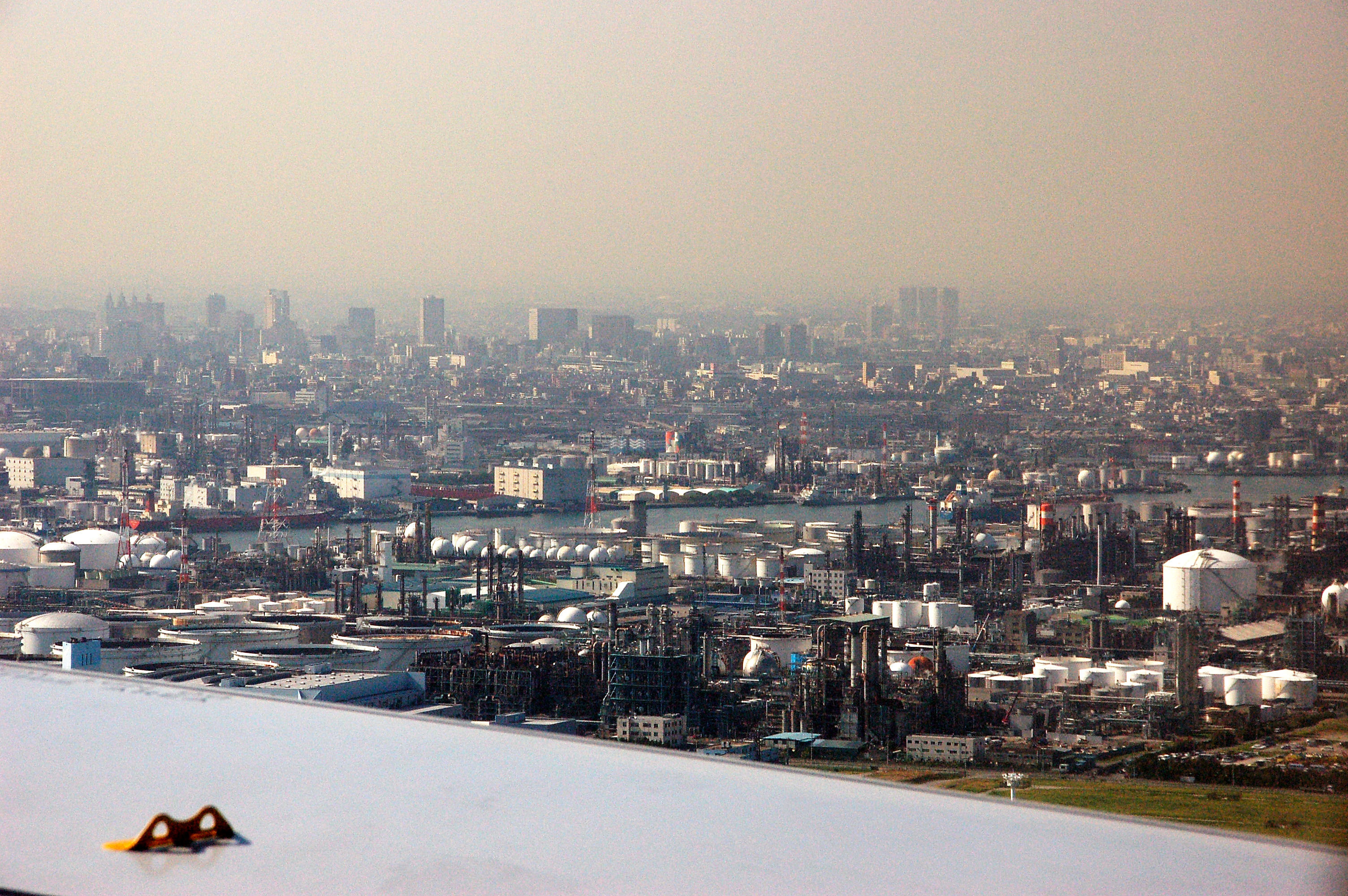
京浜工業地帯

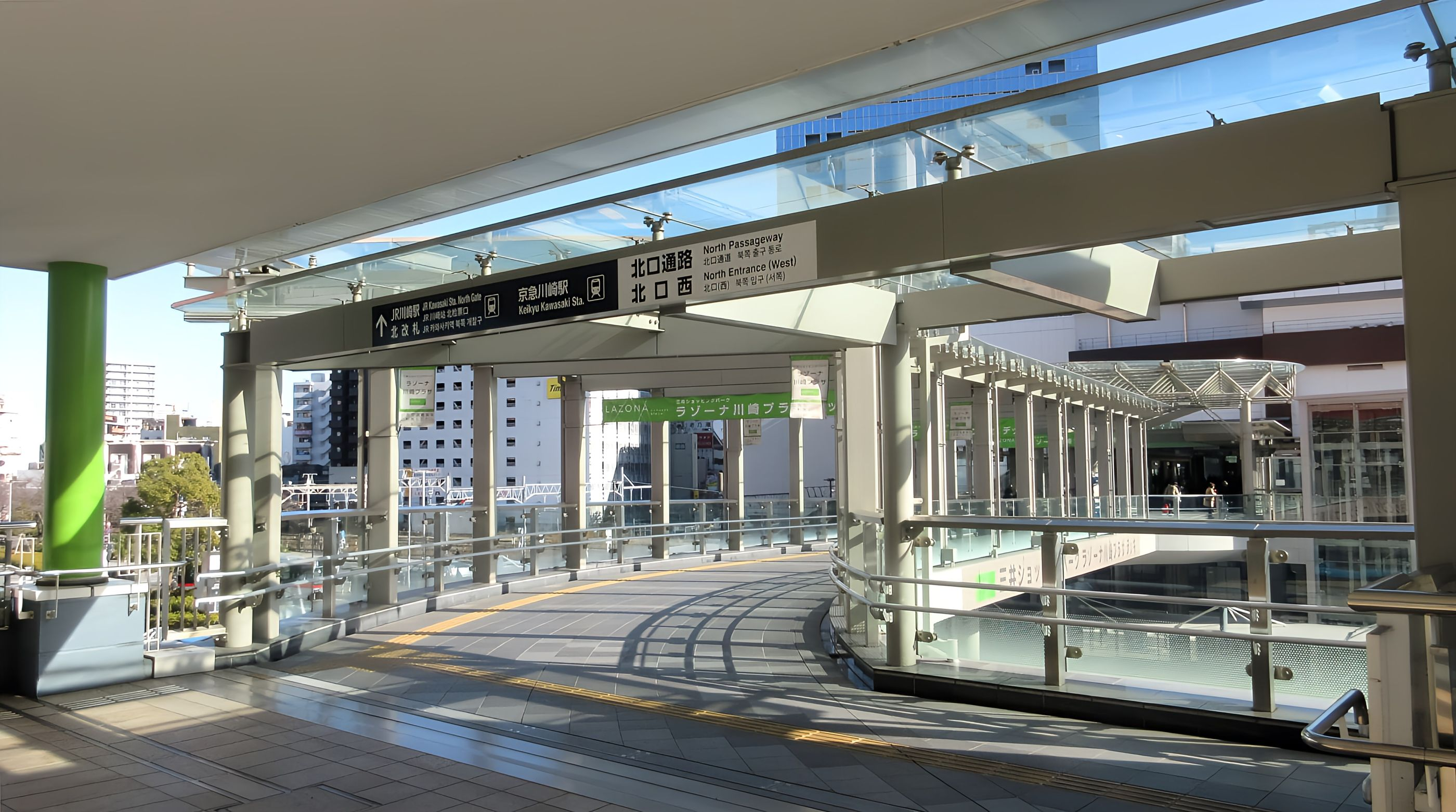
JR川崎駅・ラゾーナ川崎プラザ直結の通路

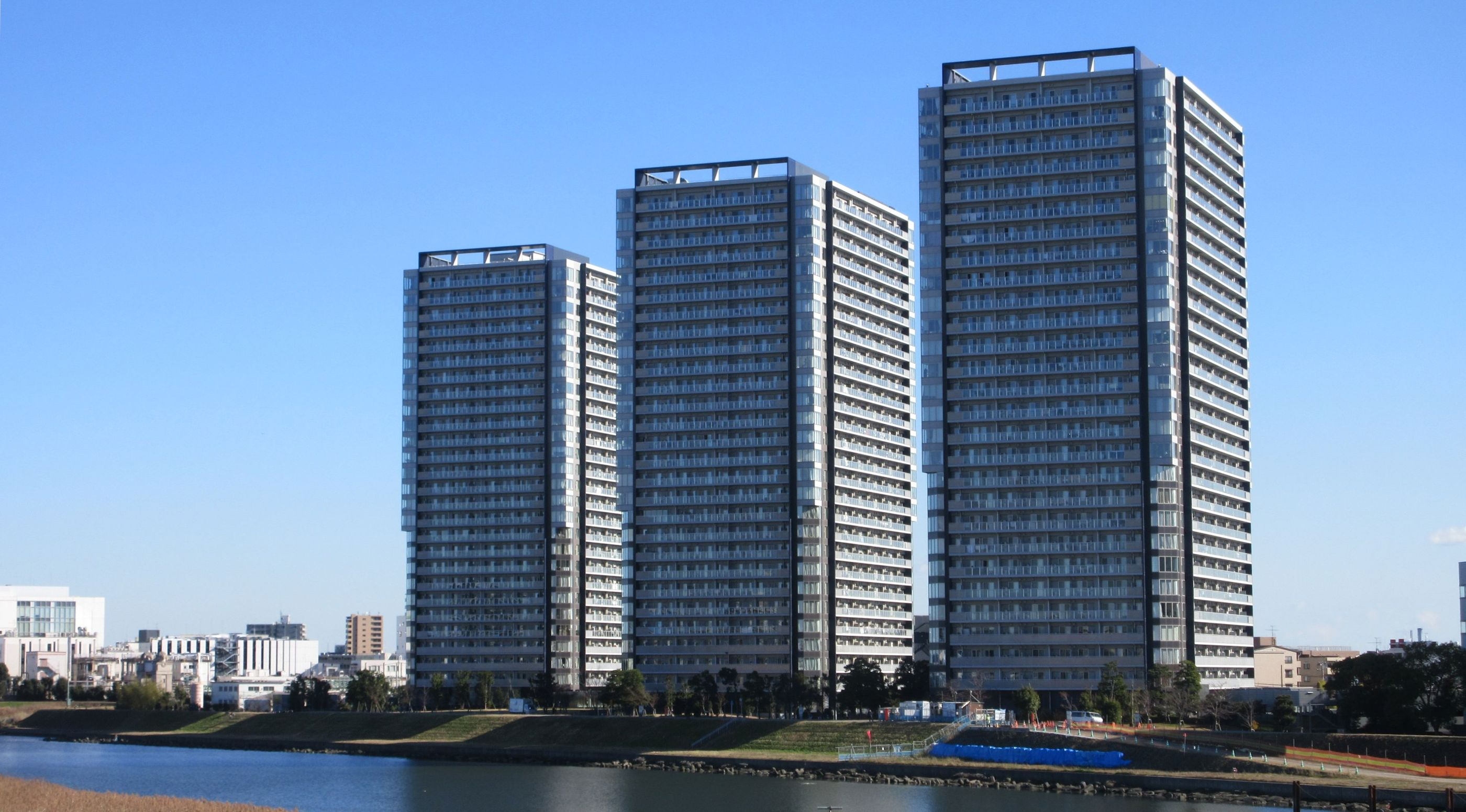
多摩川沿いにそびえ立つタワマンのリヴァリエ

区内の稲毛神社は7世紀半ばの欽明天皇によって勅願所となり、平間寺（川崎大師）は平安時代後期の1128年に創建されるなど、古くから神社・仏閣の門前町が整備されていたが、都市の本格的な発展は徳川家康が東海道の整備を行い、江戸時代初期の1623年に東海道五十三次の宿場町として正式に川崎宿を設置してからである。さらに1872年には日本最初の鉄道として開業した官設鉄道（現在の東海道本線）に川崎駅が設置され、川崎は東京と横浜をつなぐ交通至便の地として急速な都市化を経験し、1924年の市制施行は現在の川崎区（その後の埋立地を除く）と西隣の幸区東部で行われた。1923年には関東大震災、1942年-1945年には第二次世界大戦による日本本土空襲で大きな被害を受けたが、その後も発展を続け、現在の市街地が形成された。
現在も川崎駅前以外では、平坦な多摩川の河口平野上に戦前から形成された住宅地に建設された戸建住宅が多く、そこに小規模な工場が点在する商工混在地域が広がっている。その点では、東海道本線や京急本線でつながる東京都大田区や横浜市鶴見区の臨海部と風情は似たものがあり、戦後の高度経済成長期に丘陵部での集合住宅建設が進められ、人口が急増しながらも一部では農地や緑地が残る川崎市北部（宮前区、麻生区など）とは異なる雰囲気がある。また、この高度経済成長期には大気汚染による川崎公害が深刻となったこともあり、川崎区の人口は一時減少したが、近年では川崎駅から離れた京急大師線沿線や東京都道・神奈川県道6号東京大師横浜線（産業道路）沿いで建売住宅やマンションの建設が進んでおり、人口は今後も増えると予測できるため、学校や病院等の公共福祉関係の充実が課題となっている。この産業道路や、それとほぼ並行する東海道貨物線の東側は広大な埋立地で、鉄鋼・機械・化学などの重化学工業の大規模工場が集約されている。京浜運河の対岸には扇島と東扇島の人工島が整備され、製鉄所や火力発電所が建設され、中央には首都高速湾岸線が走る。浮島町にある川崎浮島ジャンクションはこの湾岸線と東京湾アクアラインの接続点となり、さらに東京国際空港（羽田空港）に川崎側で最も近い地点となっているため、羽田空港の「神奈川口」構想が検討されている。
川崎駅東口には繁華街がある。第二次大戦による空襲被害から復興した銀柳街のアーケード商店街が広がり、1980年代には地下街の川崎アゼリア、シネマコンプレックスのチネチッタ、川崎ルフロンが開業した。2000年代にはラ チッタデッラや川崎DICEが開業し区内の商業機能は更に強化されたが、2006年に幸区側の川崎駅西口に開業したラゾーナ川崎プラザとは競合関係になり、2015年にはさいか屋川崎店が閉店している。川崎駅東口の商店街から国道15号線（第一京浜）を挟んだ東側にある富士見公園にはかつての川崎球場であった川崎富士見球技場や川崎競輪場、その北側には川崎競馬場が1950年前後に整備され、競輪場と競馬場では現在も公営競技のレースが開催されている。
川崎区内には川崎駅や川崎市役所など市の中枢機能が集中し、人口は決して少なくはないが、沿岸部に広大な工業用埋立地を擁するために、区の人口密度は他区に比較して低い。この数十年の人口動態の変化と東京－川崎－横浜（町田）間の鉄道網の整備から、川崎市の人口重心は川崎区から離れる傾向が続き、市内北部ではいわゆる「川崎都民」の増加がみられるため、川崎縦貫高速鉄道（2012年度をもって廃止）や川崎縦貫道路の整備、大師線の地下化などによる川崎市内の交通網整備と川崎区の活性化が構想されている。このうち、川崎縦貫道路は川崎区内の一部が首都高速神奈川6号川崎線として川崎浮島ジャンクションから大師出入口までが既に開通し、東京外郭環状道路と一体化する形でさらに西への延伸が検討されている。

## 沿革
- 1972年（昭和47年） - 川崎市の政令指定都市移行に伴い発足。

## 人口
- 1975年　216,569
- 1980年　199,148
- 1985年　193,954
- 1990年　200,056
- 1995年　196,338
- 2000年　194,091
- 2005年　203,804
- 2010年　217,328
- 2015年　223,378
- 2020年　233,918[4]

## 町名
川崎区内では、一部の区域で住居表示に関する法律に基づく住居表示が実施されている。なお、川崎市の町名の丁目にはアラビア数字が広く使用されているため、町名欄はアラビア数字で統一している。
なお、一部の町区域において新設年月日が不明な箇所がある。
| 町名             | 町名の読み             | 町区域新設年月日   | 住居表示実施年月日 | 住居表示実施前の町名等 | 備考 |
| ---------------- | ---------------------- | ------------------ | ------------------ | ---------------------- | ---- |
| 旭町1丁目        | あさひちょう           | 年月日             | 1972年8月1日       |                        |      |
| 旭町2丁目        | あさひちょう           | 年月日             | 1972年8月1日       |                        |      |
| 池田1丁目        | いけだ                 | 1965年7月1日       | 1965年7月1日       |                        |      |
| 池田2丁目        | いけだ                 | 1965年7月1日       | 1965年7月1日       |                        |      |
| 砂子1丁目        | いさご                 | 年月日             | 未実施             |                        |      |
| 砂子2丁目        | いさご                 | 年月日             | 未実施             |                        |      |
| 駅前本町         | えきまえほんちょう     | 1964年11月11日     | 未実施             |                        |      |
| 榎町             | えのきちょう           | 年月日             | 1972年8月1日       |                        |      |
| 大島1丁目        | おおしま               | 1972年8月1日       | 1972年8月1日       |                        |      |
| 大島2丁目        | おおしま               | 1972年8月1日       | 1972年8月1日       |                        |      |
| 大島3丁目        | おおしま               | 1972年8月1日       | 1972年8月1日       |                        |      |
| 大島4丁目        | おおしま               | 1972年8月1日       | 1972年8月1日       |                        |      |
| 大島5丁目        | おおしま               | 1972年8月1日       | 1972年8月1日       |                        |      |
| 大島上町         | おおしまかみちょう     | 1970年7月1日       | 1970年7月1日       |                        |      |
| 小川町           | おがわちょう           | 年月日             | 未実施             |                        |      |
| 小田1丁目        | おだ                   | 1964年11月1日      | 1964年11月1日      |                        |      |
| 貝塚1〜2丁目     | かいづか               | 1970年7月1日       | 1970年7月1日       |                        |      |
| 京町1〜3丁目     | きょうまち             | 年月日（1・2）     | 1965年7月1日       |                        |      |
| 京町1〜3丁目     | きょうまち             | 1964年11月1日（3） | 1964年11月1日      |                        |      |
| 境町             | さかいちょう           | 年月日             | 1972年8月1日       |                        |      |
| 下並木           | しもなみき             | 年月日             | 未実施             |                        |      |
| 新川通           | しんかわどおり         | 年月日             | 1972年8月1日       |                        |      |
| 鈴木町           | すずきちょう           | 年月日             | 1972年8月1日       |                        |      |
| 堤根             | つつみね               | 年月日             | 未実施             |                        |      |
| 中島1〜3丁目     | なかじま               | 1972年8月1日       | 1972年8月1日       |                        |      |
| 日進町           | にっしんちょう         | 1964年11月11日     | 未実施             |                        |      |
| 東田町           | ひがしだちょう         | 年月日             | 未実施             |                        |      |
| 富士見1・2丁目   | ふじみ                 | 1972年8月1日       | 1972年8月1日       |                        |      |
| 堀之内町         | ほりのうちまち         | 1964年11月11日     | 未実施             |                        |      |
| 本町1・2丁目     | ほんちょう             | 1964年11月11日     | 未実施             |                        |      |
| 港町             | みなとちょう           | 年月日             | 1972年8月1日       |                        |      |
| 南町             | みなみまち             | 年月日             | 未実施             |                        |      |
| 宮前町           | みやまえちょう         | 年月日             | 1972年8月1日       |                        |      |
| 宮本町           | みやもとちょう         | 年月日             | 未実施             |                        |      |
| 元木1・2丁目     | もとぎ                 | 1970年7月1日       | 1970年7月1日       |                        |      |
| 渡田1〜4丁目     | わたりだ               | 1970年7月1日       | 1970年7月1日       |                        |      |
| 渡田山王町       | わたりださんのうちょう | 年月日             | 1965年7月1日       |                        |      |
| 渡田新町1〜3丁目 | わたりだしんちょう     | 1970年7月1日       | 1970年7月1日       |                        |      |
| 渡田東町         | わたりだひがしちょう   | 1970年7月1日       | 1970年7月1日       |                        |      |
| 渡田向町         | わたりだむかいちょう   | 年月日             | 1970年7月1日       |                        |      |

| 町名             | 町名の読み         | 町区域新設年月日      | 住居表示実施年月日 | 住居表示実施前の町名等         | 備考 |
| ---------------- | ------------------ | --------------------- | ------------------ | ------------------------------ | ---- |
| 池上新町1〜3丁目 | いけがみしんちょう | 1967年7月1日（1・2）  | 1967年7月1日       |                                |      |
| 池上新町1〜3丁目 | いけがみしんちょう | 1967年10月4日（3）    | 1967年10月4日      |                                |      |
| 伊勢町           | いせちょう         | 年月日                | 1972年8月1日       |                                |      |
| 浮島町           | うきしまちょう     | 年月日                | 1974年2月15日      |                                |      |
| 江川1・2丁目     | えがわ             | 1965年10月6日         | 1965年10月6日      |                                |      |
| 川中島1・2丁目   | かわなかじま       | 1965年7月1日          | 1965年7月1日       |                                |      |
| 観音1・2丁目     | かんのん           | 年月日                | 1972年8月1日       |                                |      |
| 小島町           | こじまちょう       | 1969年3月1日          | 1969年3月1日       |                                |      |
| 塩浜1〜4丁目     | しおはま           | 1966年7月1日（1・2）  | 1966年7月1日       |                                |      |
| 塩浜1〜4丁目     | しおはま           | 1967年10月4日（3・4） | 1967年10月4日      |                                |      |
| 昭和1・2丁目     | しょうわ           | 年月日                | 1974年10月1日      |                                |      |
| 田町1〜3丁目     | たまち             | 1965年10月6日（1・2） | 1965年10月6日      |                                |      |
| 田町1〜3丁目     | たまち             | 1969年3月1日（3）     | 1969年3月1日       |                                |      |
| 大師駅前1・2丁目 | だいしえきまえ     | 年月日（1）           | 1965年7月1日       |                                |      |
| 大師駅前1・2丁目 | だいしえきまえ     | 年月日（2）           | 1972年8月1日       |                                |      |
| 大師河原         | だいしがわら       | 年月日                | 未実施             |                                |      |
| 大師河原1・2丁目 | だいしがわら       | 1974年10月1日         | 1974年10月1日      |                                |      |
| 大師公園         | だいしこうえん     | 1965年7月1日          | 1965年7月1日       |                                |      |
| 大師本町         | だいしほんちょう   | 年月日                | 1965年7月1日       |                                |      |
| 大師町           | だいしまち         | 年月日                | 1965年7月1日       |                                |      |
| 台町             | だいまち           | 年月日                | 1965年7月1日       |                                |      |
| 千鳥町           | ちどりちょう       | 年月日                | 1974年2月15日      |                                |      |
| 出来野           | できの             | 1974年10月1日         | 1974年10月1日      |                                |      |
| 殿町1〜3丁目     | とのまち           | 1965年10月6日（1・2） | 1965年10月6日      | 字大師河原・字羽田漁師町の一部 |      |
| 殿町1〜3丁目     | とのまち           | 1969年3月1日（3）     | 1969年3月1日       | 字鈴木新田・字羽田の一部       |      |
| 中瀬1〜3丁目     | なかぜ             | 年月日（1）           | 1972年8月1日       |                                |      |
| 中瀬1〜3丁目     | なかぜ             | 1965年7月1日（2・3）  | 1965年7月1日       |                                |      |
| 東扇島           | ひがしおおぎしま   | 年月日                | 未実施             |                                |      |
| 東門前1〜3丁目   | ひがしもんぜん     | 年月日（1）           | 1965年7月1日       |                                |      |
| 東門前1〜3丁目   | ひがしもんぜん     | 年月日（2・3）        | 1974年10月1日      |                                |      |
| 日ノ出1・2丁目   | ひので             | 1965年10月6日         | 1965年10月6日      |                                |      |
| 藤崎1〜4丁目     | ふじさき           | 年月日                | 1972年8月1日       |                                |      |
| 水江町           | みずえちょう       | 年月日                | 1974年2月15日      |                                |      |
| 夜光1〜3丁目     | やこう             | 1967年10月4日         | 1967年10月4日      |                                |      |
| 四谷上町         | よつやかみちょう   | 年月日                | 1974年10月1日      |                                |      |
| 四谷下町         | よつやしもちょう   | 1966年7月1日          | 1966年7月1日       |                                |      |

| 町名        | 町名の読み           | 町区域新設年月日 | 住居表示実施年月日 | 住居表示実施前の町名等                                                                             | 備考 |
| ----------- | -------------------- | ---------------- | ------------------ | -------------------------------------------------------------------------------------------------- | ---- |
| 浜町1丁目   | はまちょう           | 1973年3月1日     | 1973年3月1日       | 浜町1、浜町2、鋼管通1、鋼管通2、大島町3                                                            |      |
| 浜町2丁目   | はまちょう           | 1973年3月1日     | 1973年3月1日       | 浜町2、浜町3、鋼管通2、鋼管通3、東渡田5                                                            |      |
| 浜町3丁目   | はまちょう           | 1973年3月1日     | 1973年3月1日       | 浜町1、浜町2、浜町4、大島                                                                          |      |
| 浜町4丁目   | はまちょう           | 1973年3月1日     | 1973年3月1日       | 浜町2、浜町3、浜町4、大島                                                                          |      |
| 浅野町      | あさのちょう         | 19xx年xx月xx日   | 1973年3月1日       | 浅野町、浜町3、浜町4、南渡田町                                                                     |      |
| 南渡田町    | みなみわたりだちょう | 19xx年xx月xx日   | 1973年3月1日       | 竹ノ下町、小田、南渡田町、鋼管通3、浜町3                                                           |      |
| 扇町        | おうぎまち           | 19xx年xx月xx日   | 1965年7月1日       | 扇町                                                                                               |      |
| 扇島        | おおぎしま           | 19xx年xx月xx日   | 未実施             | |      |
| 鋼管通1丁目 | こうかんどおり       | 1973年3月1日     | 1973年3月1日       | 大島町1、東渡田1、東渡田2、東渡田3、東渡田4、東渡田5                                               |      |
| 鋼管通2丁目 | こうかんどおり       | 1973年3月1日     | 1973年3月1日       | 鋼管通1、鋼管通2、浜町1、浜町2、東渡田4、東渡田5                                                   |      |
| 鋼管通3丁目 | こうかんどおり       | 1973年3月1日     | 1973年3月1日       | 東渡田3、東渡田5                                                                                   |      |
| 鋼管通4丁目 | こうかんどおり       | 1973年3月1日     | 1973年3月1日       | 東渡田3、東渡田5、南渡田町                                                                         |      |
| 鋼管通5丁目 | こうかんどおり       | 1973年3月1日     | 1973年3月1日       | 東渡田3、東渡田5、鋼管通3、南渡田町                                                                |      |
| 追分町      | おいわけちょう       | 1973年3月1日     | 1973年3月1日       | 大島町1、大島町2、大島町3、浜町1、鋼管通1、東渡田4                                                 |      |
| 田島町      | たじまちょう         | 1973年3月1日     | 1973年3月1日       | 東渡田1、東渡田2、東渡田3、小田栄町2                                                               |      |
| 桜本1丁目   | さくらもと           | 1973年3月1日     | 1973年3月1日       | 桜本町1、桜本町3、浜町1、浜町4、池上町                                                             |      |
| 桜本2丁目   | さくらもと           | 1973年3月1日     | 1973年3月1日       | 桜本町1、桜木町2、桜本町3、池上町                                                                  |      |
| 池上町      | いけがみちょう       | 1967年10月4日    | 1967年10月4日      | 池上新田字地堤外、字塩留耕地、字中留耕地、字入江ケ崎、大師河原字夜光、大島字堤外、桜本町2、桜本町3 |      |
| 小田2丁目   | おだ                 | 1964年11月1日    | 1964年11月1日      | 西小田町、東小田町、南小田町1                                                                      |      |
| 小田3丁目   | おだ                 | 1964年11月1日    | 1964年11月1日      | 東小田町、南小田町1                                                                                |      |
| 小田4丁目   | おだ                 | 1964年11月1日    | 1964年11月1日      | 南小田町1、南小田町2                                                                               |      |
| 小田5丁目   | おだ                 | 1964年11月1日    | 1964年11月1日      | 小田町1、小田町2                                                                                   |      |
| 小田6丁目   | おだ                 | 1964年11月1日    | 1964年11月1日      | 小田町2                                                                                            |      |
| 小田7丁目   | おだ                 | 1964年11月1日    | 1964年11月1日      | 大字田辺新田                                                                                       |      |
| 小田栄1丁目 | おださかえ           | 1970年7月1日     | 1970年7月1日       | 小田栄町1、小田栄町2                                                                               |      |
| 小田栄2丁目 | おださかえ           | 1973年3月1日     | 1973年3月1日       | 小田栄町2、東渡田2、東渡田3                                                                        |      |
| 田辺新田    | たなべしんでん       | 1964年11月1日    | 1964年11月1日      | 大字田辺新田、竹ノ下町                                                                             |      |
| 大川町      | おおかわちょう       | 19xx年xx月xx日   | 1964年11月1日      | 大川町                                                                                             |      |
| 白石町      | しらいしちょう       | 19xx年xx月xx日   | 1964年11月1日      | 白石町                                                                                             |      |
| 浅田1丁目   | あさだ               | 1964年11月1日    | 1964年11月1日      | 浅田町1、浅田町2                                                                                   |      |
| 浅田2丁目   | あさだ               | 1964年11月1日    | 1964年11月1日      | 浅田町1、浅田町2                                                                                   |      |
| 浅田3丁目   | あさだ               | 1966年3月1日     | 1966年3月1日       | 浅田町2、浅田町3、浅田町4                                                                          |      |
| 浅田4丁目   | あさだ               | 1966年3月1日     | 1966年3月1日       | 浅田町2、浅田町3、浅田町4                                                                          |      |

## 議会

### 川崎市議会

#### 川崎区選挙区
| 選出議員   | 所属政党 | 所属政党     |
| ---------- | -------- | ------------ |
| 山田瑛理   |          | 自由民主党   |
| 嶋崎嘉夫   |          | 自由民主党   |
| 浜田昌利   |          | 公明党       |
| 本間賢次郎 |          | 自由民主党   |
| 仁平克枝   |          | 日本維新の会 |
| 後藤真左美 |          | 日本共産党   |
| 浦田大輔   |          | 公明党       |
| 林敏夫     |          | 国民民主党   |
| 長谷川智一 |          | 立憲民主党   |

### 神奈川県議会

#### 川崎区選挙区
| 当落 | 候補者名   | 年齢 | 所属党派     | 新旧別 | 得票数   | 得票率 |
| ---- | ---------- | ---- | ------------ | ------ | -------- | ------ |
| 当   | 杉山信雄   | 65   | 自由民主党   | 現     | 21,634票 | 31.15% |
| 当   | 西村恭仁子 | 60   | 公明党       | 現     | 15,576票 | 22.43% |
| 当   | 栄居学     | 45   | 立憲民主党   | 現     | 13,331票 | 19.19% |
|      | 山田琢二   | 66   | 日本維新の会 | 新     | 10,091票 | 14.53% |
|      | 沼上徳光   | 36   | 日本共産党   | 新     | 8,819票  | 12.70% |

### 衆議院
神奈川県第10区
- 選挙区：神奈川10区（川崎市川崎区・幸区)
- 任期：2024年10月28日 -
- 投票日：2024年10月27日
- 当日有権者数：330,442人
- 投票率：51.73％

| 当落 | 候補者名 | 年齢 | 所属党派     | 新旧別 | 得票数   | 得票率 | 重複 |
| ---- | -------- | ---- | ------------ | ------ | -------- | ------ | ---- |
| 当   | 田中和徳 | 75   | 自由民主党   | 前     | 57,380票 | 34.65% |      |
| 比当 | 金村龍那 | 45   | 日本維新の会 | 前     | 51,121票 | 30.87% | ○    |
|      | 鈴木光貴 | 42   | 立憲民主党   | 新     | 39,409票 | 23.80% | ○    |
|      | 片柳進   | 47   | 日本共産党   | 新     | 17,700票 | 10.69% |      |

## 経済

### 農業
現在では農家は存在しないが、大正時代は梨の一大産地だった。栽培は江戸時代初期から川崎大師河原（現在の出来野）にて始まり、多摩川を上るように市内全域まで栽培地は拡大していき、区発祥の品種長十郎は一時全国にまでその栽培が普及した。しかし大正以降の工業開発により、川崎区は工業都市として発展していき、区内での果樹栽培は絶息する。長十郎も後に新品登場する幸水や豊水等の他品種の人気に押され、市場から姿を消すことになる。

### 工業
大正時代以降より工場誘致を開始し、多摩川沿いには味の素（旧・鈴木商店）等の工場が建設された。また臨海部は京浜工業地帯の要となり、大規模な石油コンビナートや製鉄所、機械・電機等大規模工場や港湾物流の倉庫等が多数集積する。中でもJFEスチール（旧・NKK日本鋼管）の製鉄所と石油・化学メーカーの施設が集中して立地する。東扇島と扇島は国が石油備蓄基地に指定している。また、川崎港を有しており、貿易や倉庫業務も発展している。
川崎駅周辺は日本アイ・ビー・エムや富士通の関連会社など、情報サービス産業が集積している。

### 商業
川崎宿として栄えた川崎駅東口及び京急川崎駅前は市内の中心的な商業地であり、複合商業施設や飲食店、映画館が集積している。また堀之内、南町にはソープランド街があるほか、ピンクサロン（法律上の建前は飲食店）が東田町に点在しており、性風俗産業が隆盛している。富士見には川崎競馬場、川崎競輪場があり、区内に2つの公営競技場を持つ。平間寺（川崎大師）周辺はダルマ等のお土産店が軒を連ね、観光業が発展する。平間寺からほど近くにある金山神社は江戸時代に川崎宿の飯盛女（娼婦）達が性病除けや商売繁盛の願掛けを行っていた歴史を持つなど、性信仰の残る神社として有名。桜本・浜町ではコリア・タウンが形成され、焼肉屋や韓国食材店が点在する。
特産・名産品
- 久寿餅
- とんとこ飴
- 追分まんじゅう

### 本社・事業所・研究所等

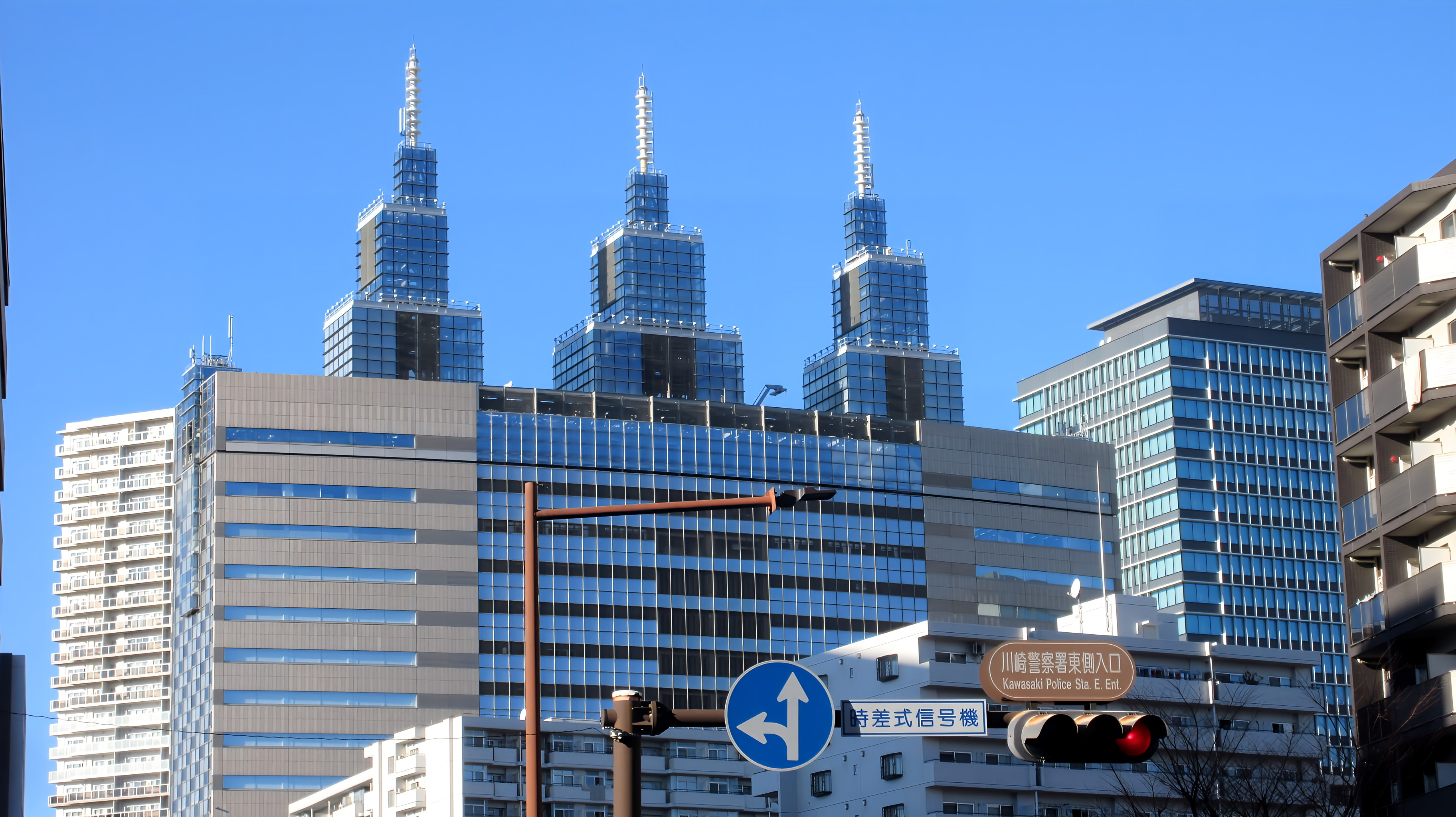
NTT Docomo 川崎

| - ANAケータリングセンター - 旭化成樹脂総合研究所・川崎製造所 - 味の素川崎事業所 - 味の素ファインテクノ本社 - 花王川崎工場 - NTT Docomo 川崎 - 神奈川臨海鉄道本社 - 川崎化成工業川崎工場 - 川崎信用金庫本店 - 川崎鶴見臨港バス本社 - かわさきファズ本社 - 京急電機本社 - さいか屋本社 | - JFEスチール東日本製鉄所 京浜地区 - JFE都市開発本社 - JFE東日本ジーエス本社 - ENEOS川崎製油所・川崎製造所・川崎事業所 - 城南予備校本社 - 昭和電工川崎事業所 - 株式会社シンニッタン本社 - 新日本理化川崎工場 - セントラル硝子川崎工場 - 大陽日酸京浜事業所、川崎水江事業所 - デイ・シイ本社 - ディーアンドエムホールディングス本社 - 東芝浮島地区・浜川崎地区 - 東洋ガラス川崎工場 - 東亜石油本社・京浜製油所 - 東京ベイサービス (バス会社)本社 - 日本郵便株式会社川崎東郵便局(国際郵便＜通関交換業務＞) - 日清製粉鶴見工場 - 日本鋳造本社・川崎工場 - 日本ユニカー川崎工業所 - 日本冶金工業川崎製造所 | - 日本ゼオン川崎工場・総合開発センター - 日本触媒川崎製造所 - 日本ポリエチレン川崎工場 - パーソルワークスデザイン川崎オフィス - パシオス本社 - バンテック本社 - プレス工業本社・川崎工場 - 日立造船神奈川工場 - 富士電機川崎工場 ※本店所在地 - 三井埠頭本社 - 三菱化工機本社・川崎工場 - 臨港コミュニティ本社 - ユースキン製薬本社 - ヨドバシカメラアッセンブリセンター - ヨネヤマ本社 |

## 教育

### 専門職大学
- グローバルBiz専門職大学

### 高等学校
- 神奈川県立川崎高等学校
- 神奈川県立大師高等学校
- 川崎市立川崎高等学校※中高併設
- 学芸館高等学校川崎学習センター

### 中学校
- 川崎市立大師中学校
- 川崎市立南大師中学校
- 川崎市立川中島中学校
- 川崎市立桜本中学校
- 川崎市立臨港中学校
- 川崎市立田島中学校
- 川崎市立京町中学校
- 川崎市立渡田中学校
- 川崎市立富士見中学校
- 川崎市立川崎中学校
- 川崎市立川崎高等学校附属中学校※中高併設

### 小学校
- 川崎市立殿町小学校
- 川崎市立四谷小学校
- 川崎市立東門前小学校
- 川崎市立大師小学校
- 川崎市立川中島小学校
- 川崎市立藤崎小学校
- 川崎市立さくら小学校
- 川崎市立大島小学校
- 川崎市立東大島小学校
- 川崎市立東小田小学校
- 川崎市立小田小学校
- 川崎市立浅田小学校
- 川崎市立渡田小学校
- 川崎市立向小学校
- 川崎市立田島小学校
- 川崎市立新町小学校
- 川崎市立宮前小学校
- 川崎市立川崎小学校
- 川崎市立京町小学校
- 川崎市立旭町小学校

### 特別支援学校
- 川崎市立田島支援学校

### 外国人学校
- 川崎朝鮮初中級学校

## 交通

### 航空
多摩川対岸の東京都大田区に羽田空港があり、神奈川口が検討されている。

### 鉄道

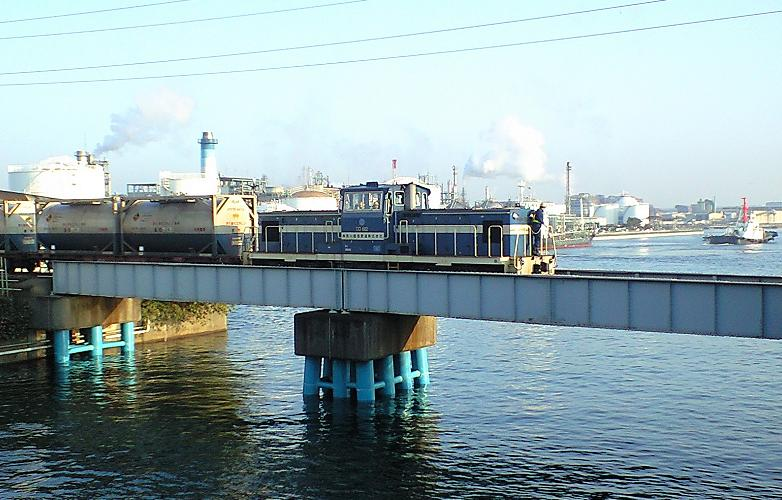
神奈川臨海鉄道千鳥線

東日本旅客鉄道（JR東日本）
 京浜東北線
- - 川崎駅 -

 東海道線・■上野東京ライン
- - 川崎駅 -

 南武線
- - 川崎駅

 南武支線
- - 八丁畷駅 - 川崎新町駅 - 小田栄駅 - 浜川崎駅

 鶴見線
- - 武蔵白石駅 - 浜川崎駅 - 昭和駅 - 扇町駅
- 大川支線： - 大川駅

- なお、これらのJR駅はすべて川崎市内にあるが、特定都区市内制度では横浜市内の駅という扱いになっている。

京浜急行電鉄（京急）
 本線
- - 八丁畷駅 - 京急川崎駅 -

 大師線
- 京急川崎駅 - 港町駅 - 鈴木町駅 - 川崎大師駅 - 東門前駅 - 大師橋駅 - 小島新田駅（全線区内）

- その他

東海道貨物線
- - 川崎貨物駅 -

神奈川臨海鉄道
- 浮島線
- 千鳥線

### 路線バス
- 川崎市交通局
  - 塩浜営業所
- 川崎鶴見臨港バス
  - 塩浜営業所
  - 浜川崎営業所
- 羽田京急バス
- 京浜急行バス（中距離高速バス。川崎鶴見臨港バス・京成バス・東京ベイサービス・小湊鉄道・日東交通と共同運行）

1969年に川崎市電が全廃されてからは、京急大師線が通る区内北部を除く地域の公共交通機関がバス輸送に大きく依存している。川崎駅東口には大規模なバスターミナルが整備され、臨海部の工業地帯への通勤輸送と区内南西部の住宅地を対象とした生活輸送の双方でのターミナルとなっている。また、一部のバス路線は鶴見駅へも運行されている。

### 道路
- 東京湾アクアライン : 浮島IC - 国道409号の一般有料道路。
- 首都高速道路
  - K1 神奈川1号横羽線 : 浅田出入口 - 浜川崎出入口 - 大師出入口
  - K6 神奈川6号川崎線 : 大師出入口 - 殿町出入口 - 浮島出入口 - 川崎浮島JCT 川崎縦貫道路第1期工事区間の一部。
  - B 湾岸線 : 東扇島出入口 - 浮島出入口 - 川崎浮島JCT
- 一般国道
  - 国道15号（第一京浜）
  - 国道132号（富士見通り）
  - 国道357号
  - 国道409号（大師道、浮島通り、東京湾アクアライン）
- 主要地方道
  - 東京都道・神奈川県道6号東京大師横浜線（産業道路）
  - 神奈川県道・東京都道9号川崎府中線（市役所通り）
- 一般県道
  - 神奈川県道101号扇町川崎停車場線（新川通り）
  - 神奈川県道140号川崎町田線（市電通り）

## 名所・旧跡・観光スポット・祭事・催事

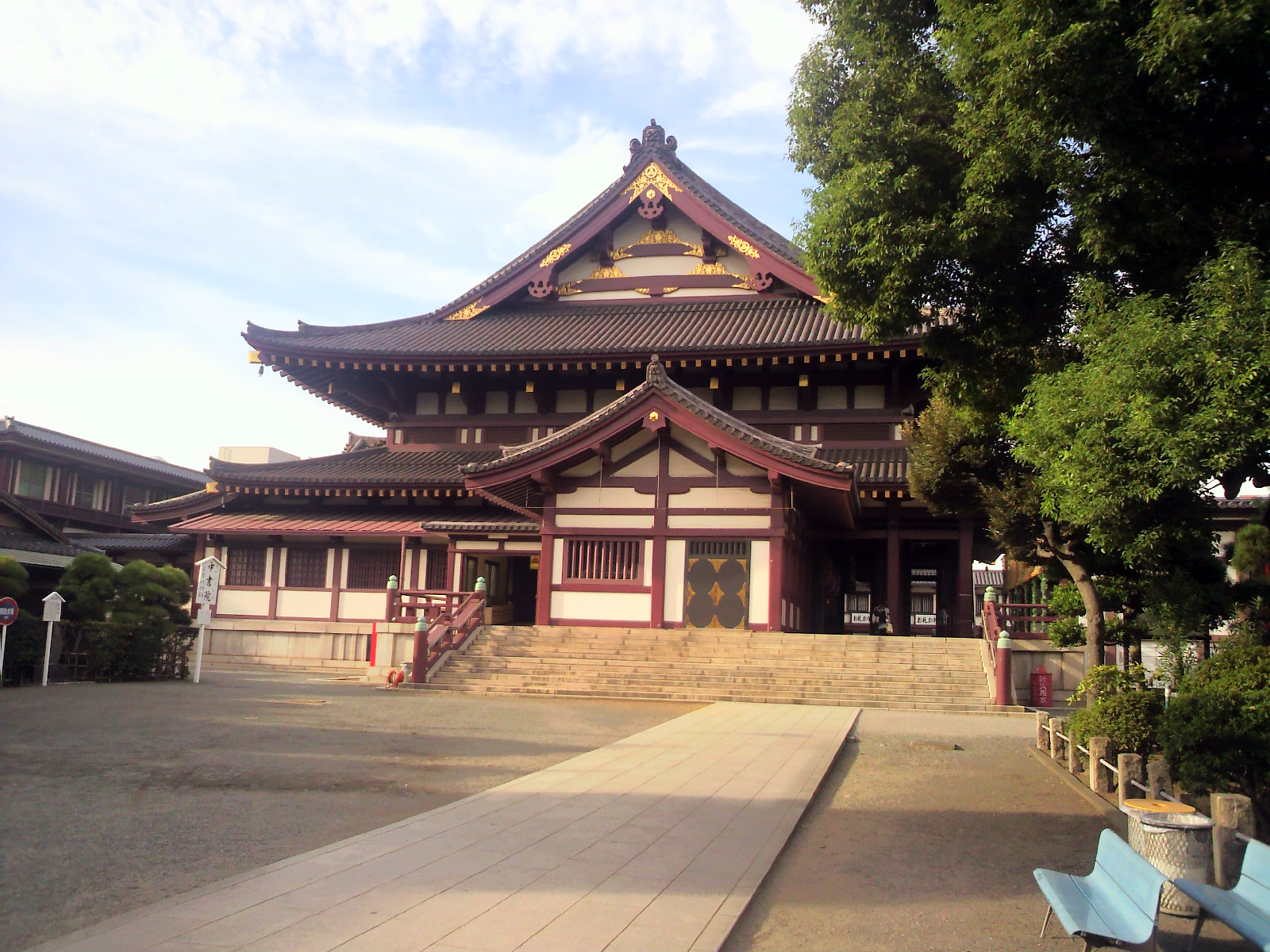
川崎大師

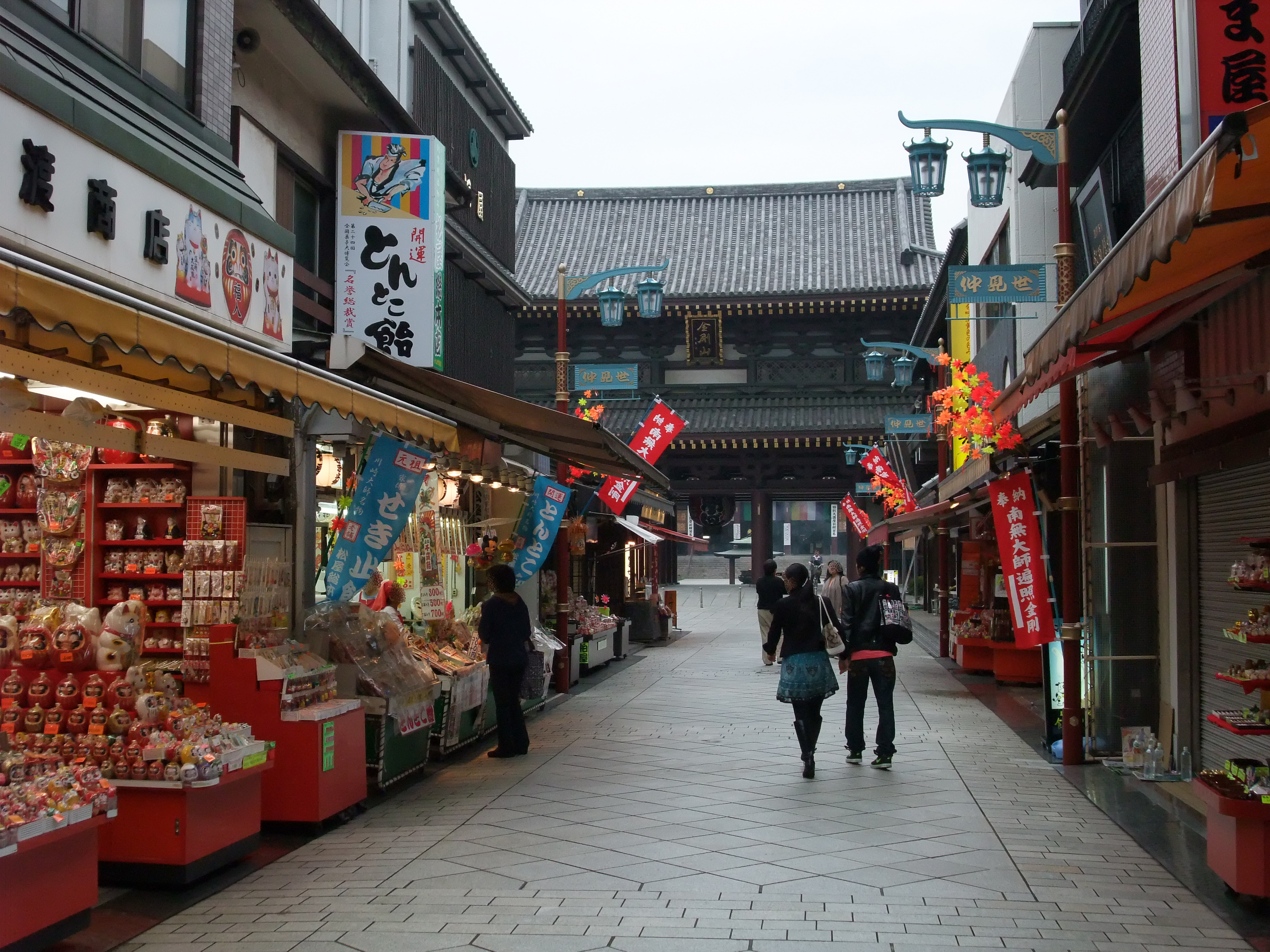
川崎大師仲見世

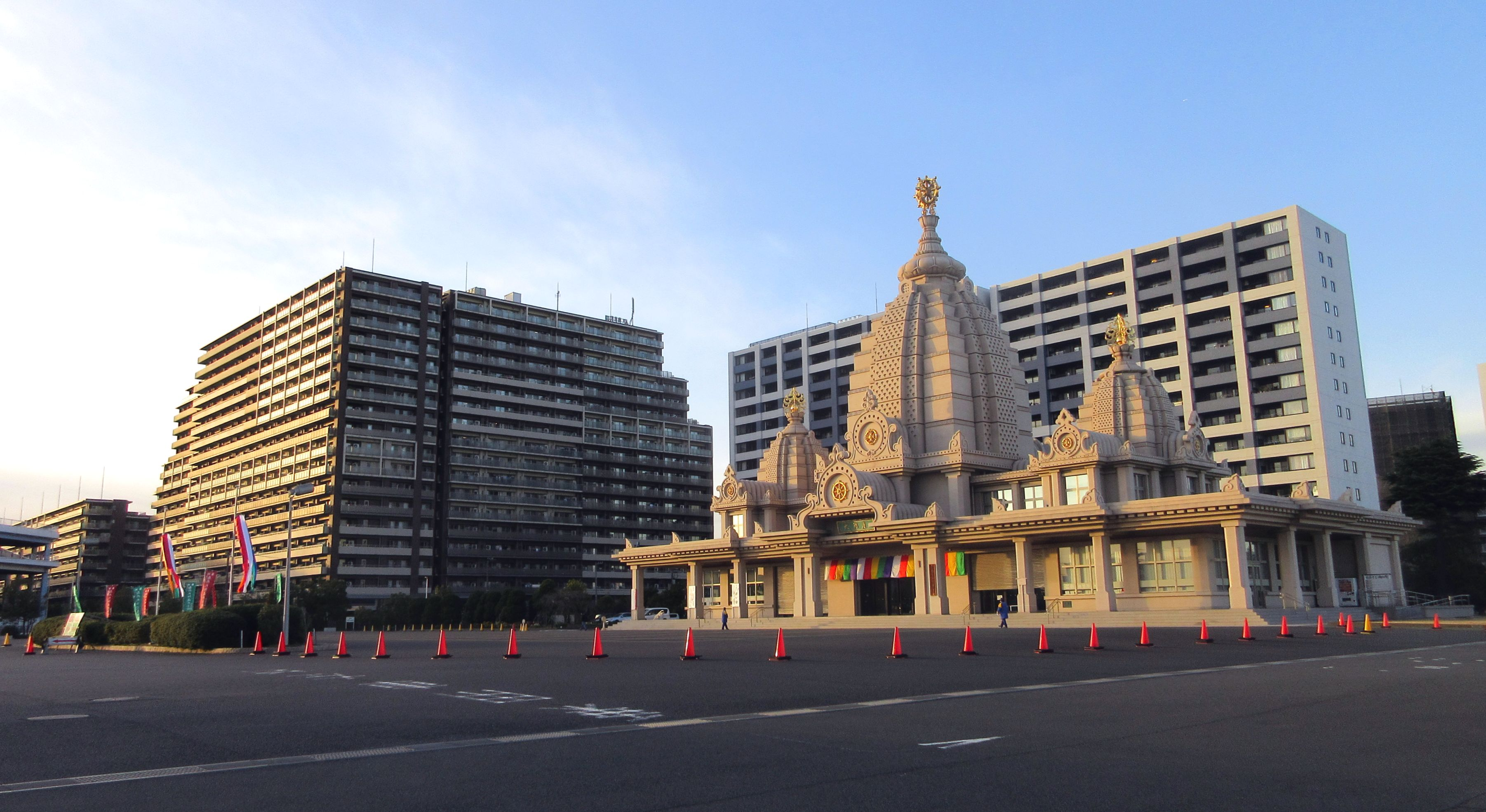
自動車交通安全祈祷殿(川崎大師)

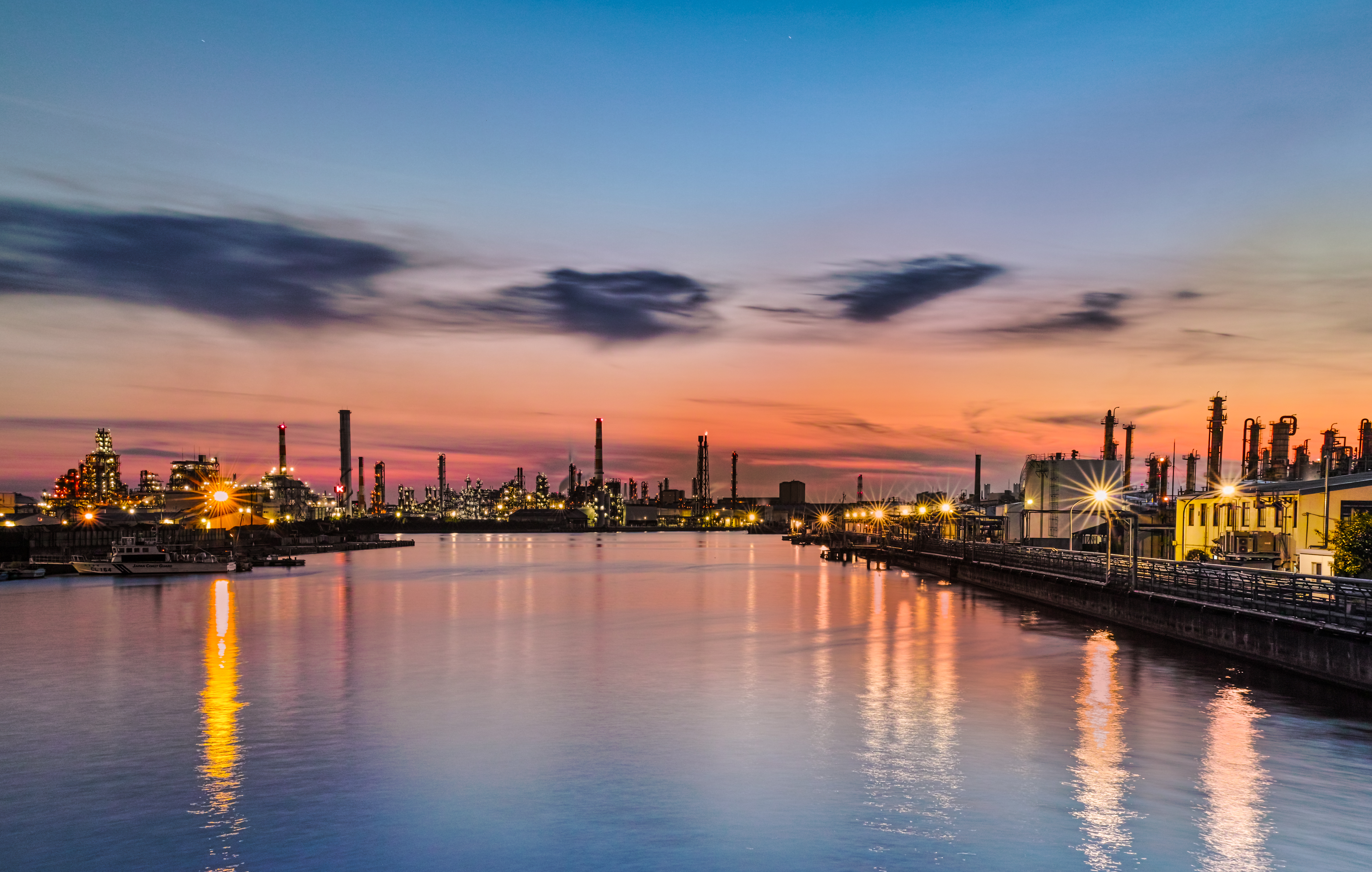
京浜工業地帯の工場と夜景（千鳥運河）

### 公園・自然環境・景観
- 富士見公園
  - 川崎富士見球技場（富士通スタジアム川崎） - 元・川崎球場
- 大師公園
  - 瀋秀園 -  瀋陽市と川崎市との友好都市提携5周年を記念し、瀋陽市から贈られた中国庭園。
- 浮島町公園（海風の森）
- 川崎マリエン
- 多摩川サイクリングロード
- 京浜工業地帯

工場夜景観光に取り組んでいる。

### 寺社
- 川崎大師
- 稲毛神社
- 若宮八幡宮
  - 金山神社
- 日枝大神社

### 文化施設
- かわさきIBM市民文化ギャラリー

絵画・彫刻・工芸・デザイン・写真などの現代美術分野で意欲的な創作活動を続けている作家を取り上げ、企画展を開催している。
- 川崎能楽堂
- 砂子の里資料館
- 川崎沖縄労働文化会館

三線教室や琉球舞踊教室、イベント等が開催される。

### イベント・祭り
- 毎日映画コンクール授賞式：2月上旬
- かなまら祭（金山神社）：4月第1日曜日
- かわさきアジアンフェスタ
- かわさきアジア交流音楽祭
- 川崎大師風鈴市：7月下旬
- 川崎山王祭（稲毛神社）：8月1日〜3日
- 大師サンバ祭り：7月20日頃
- 川崎阿波踊り：10月第1土曜日
- 日本の祭り：10月第3土・日曜日
- カワサキハロウィン　KAWASAKI Halloween：10月下旬　全国にその名が知られる日本最大のハロウィンイベント
- 川崎市民祭り：11月上旬
- FANTASYかわさきインナイト：年末年始

### 商業施設
複合商業施設

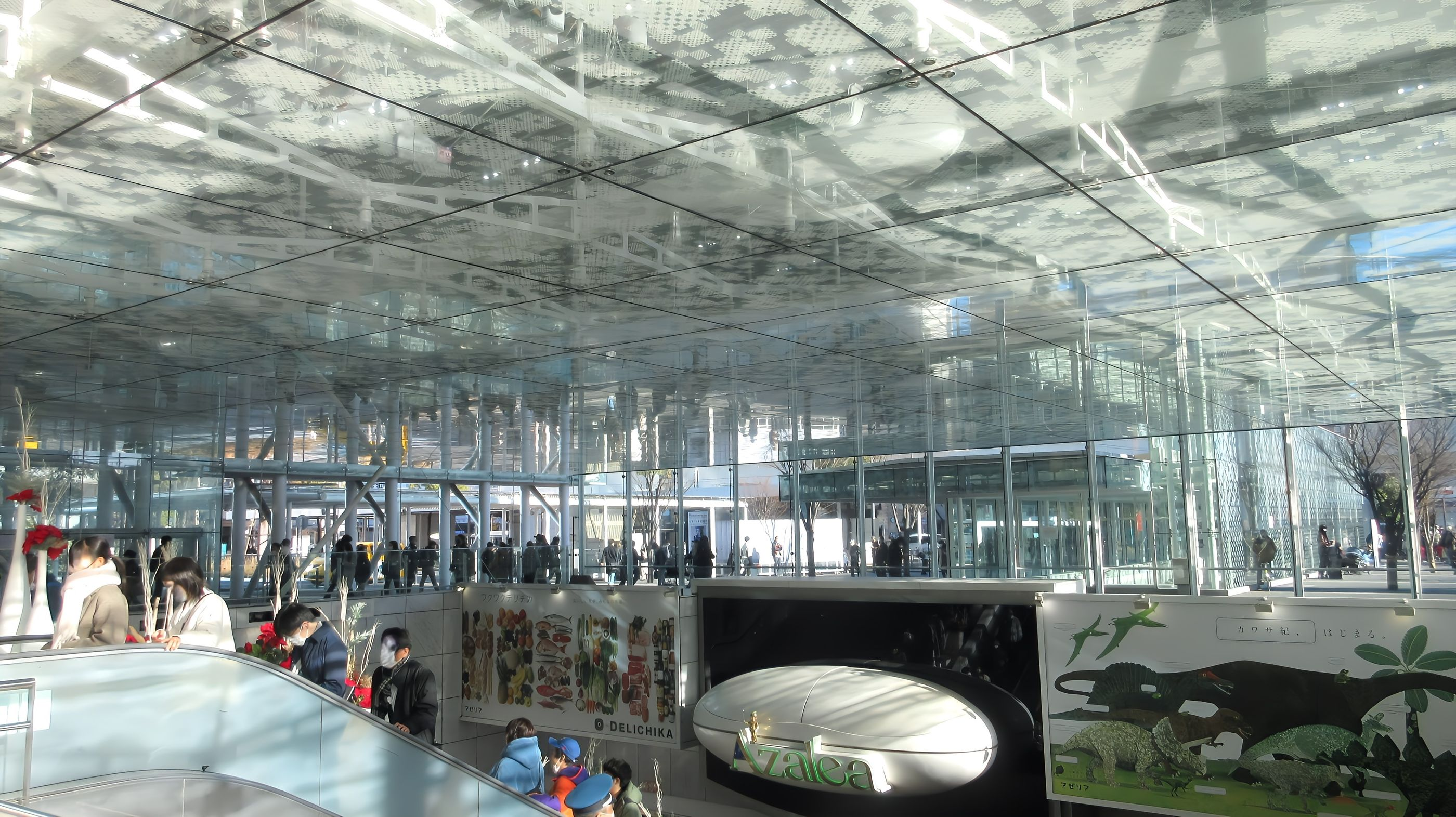
川崎アゼリア入口(JR川崎駅東口)

| - アトレ川崎（旧・川崎BE） - 川崎アゼリア（川崎地下街） - 川崎ルフロン - 岡田屋モアーズ | - 川崎DICE - ラ チッタデッラ - パレール - wing川崎 - マーケットスクエア川崎イースト（2016年春開業） - イトーヨーカドー - 川崎店 - 川崎港町店 - コーナン川崎小田栄モール - 島忠ホームズ川崎大師店 |

大型店舗
- ヨドバシアウトレット
- コストコホールセール川崎倉庫店

### 娯楽
公営競技
- 川崎競馬場 - 本場で地方競馬を開催するほか、JRA開催日はウインズ川崎として稼働
- 川崎競輪場

ライブハウス
- CLUB CITTA'　クラブチッタ

ラ チッタデッラ内にある。主に音楽ライブを開催する。
映画館
- チネチッタ

ラ チッタデッラ内にある首都圏最大級のシネマコンプレックス。13スクリーン 約4,100席。
- TOHOシネマズ川崎

川崎DICE内にあるシネマコンプレックス。9スクリーン 1,902+(20)席。

### その他
- 川崎コリアタウン（セメント通り及び周辺）

多くの焼肉店や韓国食材店が点在している。
- 川崎河港水門
- 葵梶葉文染分辻が花染小袖

## 川崎区出身の有名人
- 阿部薫 - サックス奏者
- 井端弘和 - 元プロ野球選手
- 内竜也 - プロ野球選手
- 大久保直弥 - 元ラグビー選手
- 柏倉隆史（toe・the HIATUS） - ドラマー
- 春日富士晃大 - 元大相撲力士
- 川崎弘子 - 女優
- 木村隼人 - プロボクサー
- 小森純 - ファッションモデル、タレント
- 酒井健太（アルコ&ピース） - お笑い芸人
- 坂本九 - 歌手、俳優
- 沢知恵 - シンガーソングライター
- 島田佳和 - 元衆議院議員
- ジョニー大倉（元キャロル）- ミュージシャン
- 鈴木啓太（上々軍団） - お笑い芸人
- 高橋浩祐 - ジャーナリスト
- 高原永伍 - 元競輪選手
- 隆三杉太一 - 元大相撲力士
- 瀧川寿希也 - 騎手
- 友風想大 - 大相撲力士
- SCARS - ミュージシャン・ラップグループ
- BAD HOP - ミュージシャン・ラップグループ
- 平澤隆司 - 美容師
- 平山夢明 - ホラー作家
- 布川敏和（元シブがき隊） - 俳優、タレント
- bay4k - ラッパー（SCARSのメンバー)
- 本田兄妹 - お笑いコンビ
- 松本亮 - プロボクサー

## ゆかりのある人物
- 庄司智春（品川庄司）- お笑い芸人。川崎区出生、大田区蒲田育ち
- 東山紀之（少年隊）- 実業家、元俳優、元歌手。幼少期を川崎区桜本で過ごす。自伝エッセイ『カワサキ・キッド』を執筆。
- 宮城舞 - ファッションモデル、タレント。県立川崎高校卒。
- 矢沢永吉 - ミュージシャン。川崎区でメンバーを募り、キャロルを結成する。
- 横田滋 - 北朝鮮による拉致被害者家族連絡会設立者・元代表。定年退職後、妻横田早紀江と共に移住。

## 川崎区が舞台となっている作品

### 映画
- 女子学園 悪い遊び（1970年 監督:江崎実生）
- 現代やくざ 人斬り与太 （1972年 監督:深作欣二）
- トラック野郎シリーズ（1975-79年 監督:鈴木則文）（10作品中9作品）
  - トラック野郎・御意見無用
  - トラック野郎・爆走一番星
  - トラック野郎・望郷一番星
  - トラック野郎・天下御免
  - トラック野郎・度胸一番星
  - トラック野郎・男一匹桃次郎
  - トラック野郎・一番星北へ帰る
  - トラック野郎・熱風5000キロ
  - トラック野郎・故郷特急便

主人公・一番星こと星桃次郎（菅原文太）、相棒・やもめのジョナサンこと松下金造（愛川欽也）の拠点。
- 青春トルコ日記 処女すべり（1975年 監督:野田幸男）
- 俺たちの交響楽（1979年 監督:朝間義隆）
- アッシイたちの街（1981年 監督:山本薩夫）
- 探偵事務所5（2005年 監督:林海象）
- ダメジン（2006年 監督:三木聡）
- カインの末裔（2007年 監督:奥秀太郎）
- 小川町セレナーデ（2014年 監督:原桂之介）

小川町が舞台。川崎市や川崎商工会議所の全面的なバックアップのもと制作が行われた。
- サンブンノイチ（2014年 監督:品川ヒロシ）

### テレビドラマ
- 男女7人秋物語（1987年 TBS系列）
- 若者のすべて（1994年 フジテレビ系列）
- ドン★キホーテ（2011年 NTV系列）

### 小説
- 木下半太『サンブンノイチ』

川崎仲見世通りにある架空のキャバクラ「ハニーバニー」が舞台になっている。
- 宮本照夫『ヤクザが店にやってきた―暴力団と闘う飲食店オーナーの奮闘記』

### 漫画
- SOAPのMOKOちゃん（久寿川なるお）

堀之内を舞台に描かれる。
- ライチ☆光クラブ（古屋兎丸）

夜光が舞台・螢光町のモデルになっている。

### 音楽
- 「港町十三番地」美空ひばり

港町が舞台。
- 「水色の街」スピッツ
- 「スターライトパレード」SEKAI NO OWARI - 夜光がモデルになった。
- 「雨の川崎」SEX MACHINEGUNS

## 区名
- 政令指定都市で市名と同名の区名を名乗っているのは長らく当区が唯一の例であったが、2006年に政令指定都市になった大阪府堺市に堺区ができたため2つになった。
- 区名の公募では「中央区」が第1位であったが、位置的に市域の東端であるため、公募第5位だった「川崎区」が採用されたという[7]。